# Pylons
Pylons — високорівневий модульний вебфреймворк написаний на мові Python. Він призначений для швидкої розробки вебсайтів та порталів, а також для створення простих вебінтерфейсів. Фреймворк не є цілісним, а складається з багатьох різних відкритих компонентів, які в разі потреби можна замінити аналогами.
Pylons дотримується шаблону MVC. Роль моделі виконує ORM бібліотека SQLAlchemy або SQLObject, а View реалізовується з допомогою вебшаблонів. Як обробник шаблонів можуть використовуватися на вибір мови Mako, Genshi або Jinja. Крім основних компонентів, які реалізують концепцію MVC, використовується ще ряд допоміжних компонентів: Routes для маршрутизації URL, WebHelpers для спрощення генерації HTML тегів, легкий вебсервер для відлагодження Paster та інші.
В цей час ідуть роботи по інтеграції Pylons з іншим вебфреймворком repoze.bfg в єдиний програмний каркас Pyramid. Новий проєкт вже досяг стабільної версії.